# Думаново
Думаново (рос. Думаново) — присілок в Торжоцькому районі Тверської області Російської Федерації.
Населення становить 137 осіб. Входить до складу муніципального утворення Мирновське сільське поселення.

## Історія
Від 2005 року входить до складу муніципального утворення Мирновське сільське поселення.

## Населення
| 1996 | 2002 | 2008 | 2010 |
| ---- | ---- | ---- | ---- |
| 131  | ↗143 | ↗150 | ↘137 |